# Gonzalo Rodríguez Mourullo
Gonzalo Rodríguez Mourullo (Calo, Teo, La Coruña, 17 de mayo de 1935) es un escritor (en lengua gallega) y jurista español.

## Biografía
Estudió derecho en la Universidad de Santiago de Compostela y fue catedrático de derecho penal en la Universidad de Oviedo, en la Universidad de Santiago de Compostela (1970) y en la Universidad Autónoma de Madrid desde 1970.
Tras ganar en 1954 el primer premio de cuentos del Centro Galego de Buenos Aires, en 1954 publicó Nasce unha árbore y en 1956 Memoria de Tains. Ambas obras sentaron las bases de una honda renovación en la literatura gallega que dio origen a la llamada nueva narrativa gallega; sin embargo, de forma abrupta abandonó la literatura y se dedicó de lleno a su labor como jurista.
Tuvo un papel destacado en la elaboración del Código Penal de 1995, como relator general del proyecto de 1980 y fue el abogado defensor de Emilio Botín en el juicio que lo juzgaba por jubilaciones millonarias en el cual fue absuelto.